# Anton Bruckner
Joseph Anton Bruckner (Ansfelden, 4 settembre 1824 – Vienna, 11 ottobre 1896) è stato un compositore austriaco del periodo tardo-romantico.

## Storia familiare
Il cognome Bruckner – nelle sue variabili antiche (Prugkhne, Prugner, Pruckner) – compare in Austria già a partire dal XV secolo. Esso si identifica in una parabola sociale di carattere prevalentemente rurale, interrotta soltanto nella seconda metà del XVIII secolo, allorché Joseph Bruckner, nonno del compositore, diviene maestro di scuola ad Ansfelden. A vantare tradizioni musicali è più che altro un ramo parallelo della famiglia, i Weiss del vicino paese Hörsching, che avevano guadagnato una certa fama come organisti. Non a caso sarà proprio uno di questi cugini, Johann Baptiste Weiss, ad impartire ad Anton le prime nozioni di tecnica organistica.

## Biografia

### L'infanzia
Joseph Anton Bruckner nasce ad Ansfelden il 4 settembre 1824, da Joseph Bruckner – figlio dell'omonimo e già citato maestro di scuola – anch'egli insegnante, e da Theresia, proveniente dalla famiglia degli Helm, proprietari terrieri. È soltanto il primo d'una progenie di ben undici figliuoli, sei dei quali, tuttavia, muoiono in età tenerissima.
Già dagli anni dell'infanzia, Anton manifesta decise attitudini musicali, sollecitate in larga misura dalla pluralità di interessi di suo padre, ch'era maestro di scuola ma anche cantore, organista e violinista. Proprio dal padre apprende i primi, elementari rudimenti musicali, sperimentati sull'organo della parrocchia cittadina.

### Un'adolescenza travagliata
Gli anni dell'adolescenza sono certamente determinanti per quel che concerne la formazione del carattere del giovane Bruckner. Il suo animo, infatti, non poco provato dai recenti e numerosi decessi fraterni, tornerà a convivere con le tragiche esperienze della malattia e della morte. Trasferitosi a Hörsching nell'inverno del 1835, affidato alle cure e agli insegnamenti del cugino Johann Weiss – che gli insegnerà armonia e contrappunto – il piccolo Anton sarà richiamato con urgenza nel paese natale, causa la violenta polmonite che dapprima costringe suo padre a letto (dicembre 1836), e che, in seguito all'aggravarsi della patologia, lo porta poi alla morte (7 giugno 1837). Emblematico l'episodio dello svenimento, avvenuto durante la mesta cerimonia dell'estrema unzione. Il giorno stesso della morte del marito, la vedova Bruckner si reca nella vicina abbazia di Sankt Florian ove raccomanda il primogenito alle cure del priore Michael Arneth.

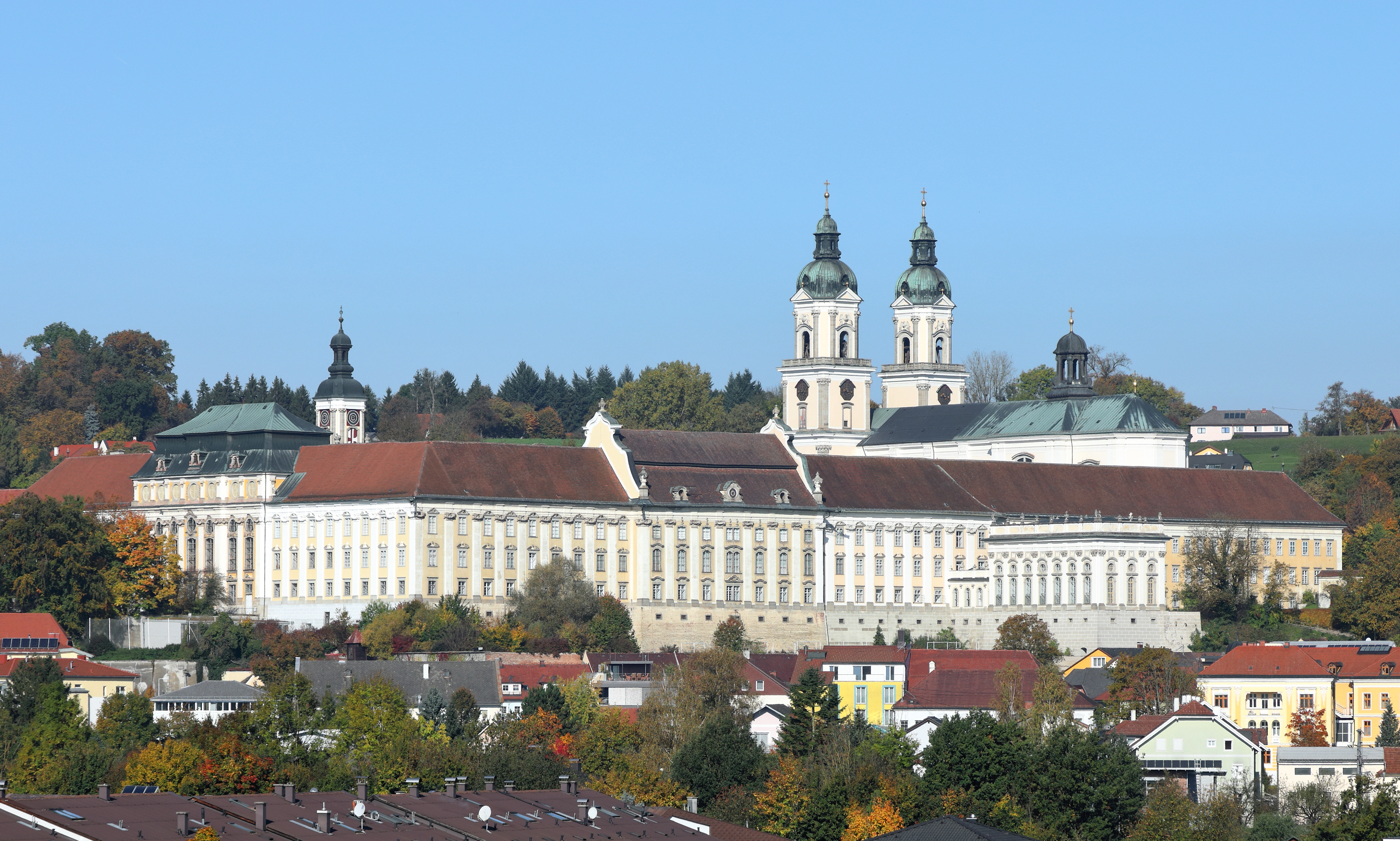
Sankt Florian

Il trasferimento avviene nel luglio seguente. Il piccolo Anton viene assunto come corista e destinato alla terza classe, che, tra le varie discipline, comprende anche la musica. E proprio in questo ambito ha la fortuna di incontrare maestri competenti tra cui Bogner per la teoria e il contrappunto; Edward Kurz, allievo di Johann Georg Albrechtsberger (che fu maestro di Beethoven), per l'armonia; e soprattutto Anton Kattinger, denominato il “Beethoven dell'organo”. Giungiamo così al 1840, crocevia importante nella vita del giovane Bruckner. Terminati gli studi primari, di fronte alla possibilità di scegliere tra la carriera ecclesiastica, scolastica o la continuazione degli studi, memore delle disagiate condizioni familiari, Anton decide di emulare i passi di suo padre e di intraprendere la professione di maestro.
Si reca dunque a Linz, nell'ottobre dello stesso anno, ove trascorre mesi di preparazione all'insegnamento. È un soggiorno importantissimo, nel quale ha la prima diretta conoscenza della grande musica, soprattutto Beethoven e Weber. Superati gli esami nell'estate del 1841, comincia per il giovane Bruckner un periodo di frequenti spostamenti: dapprima Windhaag, villaggio isolato ai confini della Selva Boema, nel quale rimane ben due anni; poi a Kronstorf, nel 1843, altro piccolo villaggio ma col pregio di essere vicino ai più vivaci centri di Sankt Florian, Enns e Steyr. Non s'interrompono in questi anni gli studi musicali: Bach, soprattutto il Clavicembalo ben temperato - che si dice Bruckner studiasse anche di notte – Mozart, Beethoven e i due fratelli Haydn, Franz Joseph e Michael.

### Organista titolare nell'abbazia di Sankt Florian
Giornate di estrema solitudine, trascorse nelle mansuete atmosfere paesane, ove il giovane Anton aveva dovuto temprare la sua fragile ossatura di maestro scolastico, lo accompagnano fino al maggio del 1845, allorché, improvvisando una fuga su tema di Preindl, vince un concorso presso la scuola normale di Linz. Nel settembre dello stesso anno, quindi, Bruckner ritorna come maestro salariato nella scuola parrocchiale di Sankt Florian. Qui, a distanza di qualche anno, ritrova i vecchi maestri quali il Kattiger, con cui riprende gli studi organistici, e il Bogner, la cui famiglia frequenta assiduamente. Nel 1848 Kattinger è temporaneamente trasferito a Linz: Anton Bruckner ottiene dunque l'incarico – seppur provvisorio – di organista nella familiare abbazia. Evento questo che si ripercuote positivamente nell'ambito compositivo. Al settembre 1849 risale infatti la creazione del Requiem in re minore, che lo stesso autore avrà modo di definire quale opera “non malvagia”.

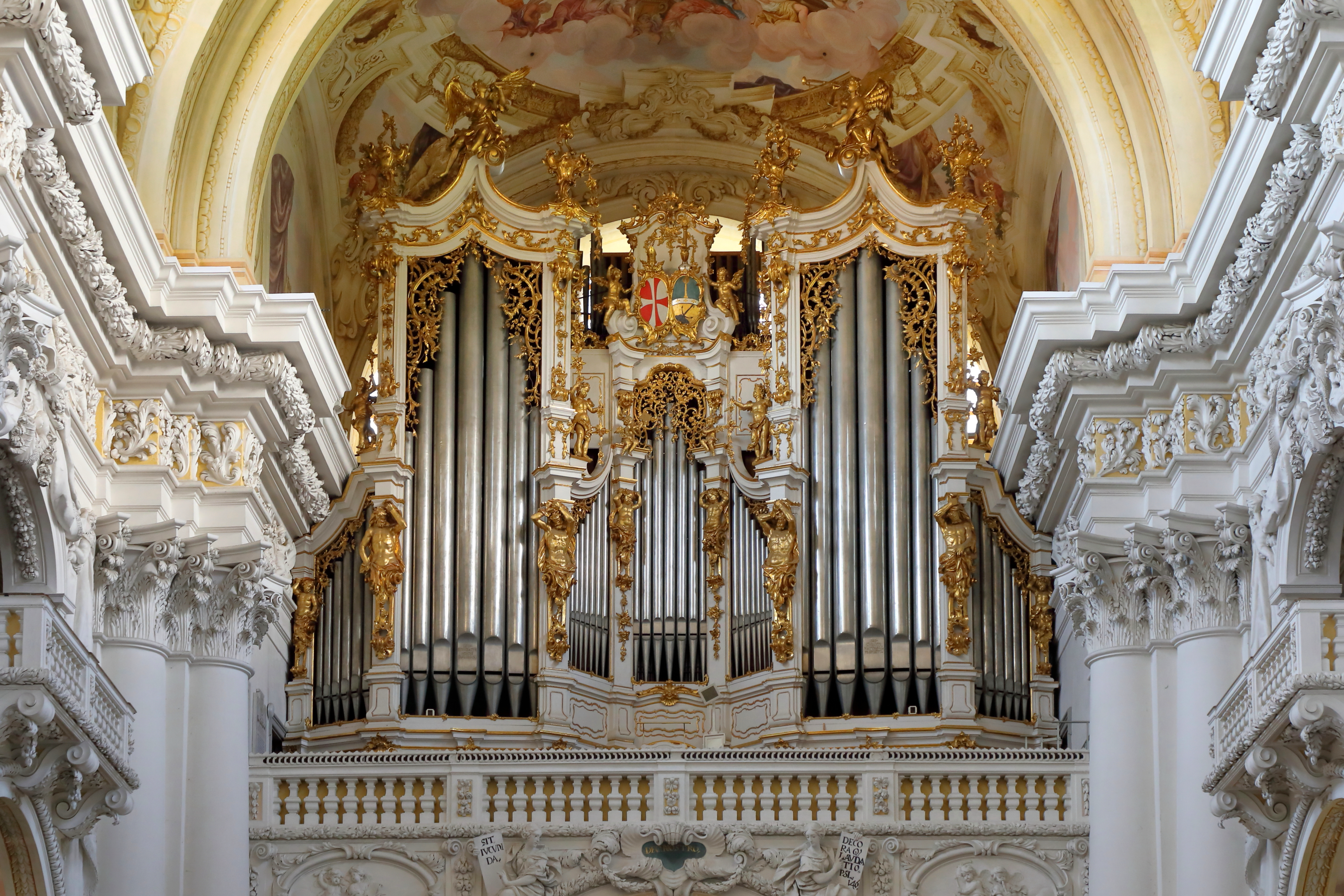
Organo in Sankt Florian

Frattanto, sempre nel mese di settembre, dell'anno 1851, l'incarico d'organista diviene definitivo. Sono mesi, questi, di importanti affermazioni lavorative e di ambite migliorie finanziarie, indispensabili al giovane maestro per porre rimedio alle modeste condizioni di vita della madre Theresia. Ma sono anche mesi di profonda incertezza sentimentale; proprio in corrispondenza dell'acquisita titolarità in Sankt Florian, Anton pensa dapprima di sposare la sedicenne Bogner, poi di fidanzarsi con un'altra giovane, Antonie Werner. Timore e insoddisfazione cominciano a invadere anche l'ambito musicale, tant'è che nella prima metà del 1852 provvede ad inviare al maestro di cappella di corte Ignaz Assmayer – personalità di rilievo della Vienna musicale, nonché amico di Schubert – talune sue composizioni (tra cui il Salmo 114). Il commento ricevuto da Assmayer è disarmante: questi gli consiglia vivamente di abbandonare la musica. Il contraccolpo psicologico è certamente non trascurabile, se è vero che nel 1853 un rassegnato Bruckner concorre invano per un impiego di funzionario statale.

### Il consiglio di Sechter
A salvare Bruckner da un profondo stato di inquietudine e abbattimento interviene l'amico Schaarschmidt, consigliere del tribunale di Linz, che in una lettera lo esorta a non abbandonare la musica, "solo dominio ove può riuscire", e a continuare la professione di organista. Dal canto suo Anton tenta di rifuggire dall'attuale situazione psicologica immergendosi nella composizione (fatto frequente nella sua esistenza). Risale tra le altre cose all'estate del 1854 la composizione di una Missa solemnis, per il nuovo prelato Friedrich Mayr, che aveva sostituito il vecchio priore e protettore Arneth, deceduto mesi prima. Nell'ottobre dello stesso anno si reca a Vienna, per un esame d'organo proprio con quell'Assmayer che in misura così drastica l'aveva stroncato. Questi lo fa improvvisare su una doppia fuga, quindi gli conferisce un certificato che plaude la sua eccellente capacità organistica.
L'anno successivo Bruckner è nuovamente a Vienna, per incontrare il famoso teorico Simon Sechter, organista di corte e docente al conservatorio (lo stesso col quale anche Schubert avrebbe voluto studiare, se non l'avesse colto la morte). A Sechter egli presenta il manoscritto della Missa solemnis. L'eminente teorico, per tutta risposta, gli consiglia di abbandonare il ristretto ambiente di Sankt Florian e di trasferirsi alla sua scuola per ricominciare gli studi, in modo da coltivare al meglio il proprio talento. Le parole di Sechter scuotono l'animo di Anton, che si decide a lasciare l'ambiente paesano. Nel novembre nel 1855 viene indetto un concorso per il posto di organista titolare nella cattedrale di Linz. Bruckner si iscrive in extremis e riporta una netta vittoria sugli altri partecipanti. L'8 dicembre, giorno dell'Immacolata concezione, il musicista prende servizio.

### A Linz
Nonostante i tanti timori della vigilia (temeva moltissimo il primo verace contatto con la città) Bruckner, a Linz, ottiene il titolo definitivo d'organista (25 gennaio 1856), s'impone un lungo periodo di silenzio creativo (seguendo così un altro consiglio di Sechter) e si dedica al solo organo, partecipando a serate musicali e mettendosi in luce in talune circostanze, come quella del settembre 1856, a Salisburgo, in occasione delle celebrazioni per il centenario di Mozart. Nella stessa Salisburgo stringe un'importante amicizia col musicista Rudolf Weinwurm, col quale intrattiene negli anni futuri una corrispondenza vibrante e melanconica. E se da un lato prosegue il fitto studio del Trattato d'armonia di Sechter, dall'altro decide di sostenere un esame come organista a Vienna. Questo, superato con successo nel luglio del 1858, precede quello finale dell'anno successivo.
Nel corso di questi anni Bruckner riceve primi, importanti riconoscimenti ufficiali, come il commento elogiativo apparso sulla Wiener Zeitung del 24 luglio 1858 («Devono esserci poche cattedrali a vantare un organista come Bruckner»), o l'offerta della carica di direttore della corale Frohsinn, accettata proprio a ridosso della morte della madre Theresia, il 2 novembre 1860. Nel frammezzo vi sono i ripetuti complimenti ricevuti da Sechter in persona, il quale in una lettera arriva a confessargli di "non aver mai avuto un allievo più industrioso di voi". Il tempo degli esami è però tutt'altro che alle spalle. L'anno 1861 vede Bruckner iscriversi al Conservatorio di Vienna, per ottenere un certificato di maestro di musica, che gli verrà conferito il 22 novembre da una commissione composta, tra gli altri, da Sechter e Herbeck, direttore dei Gesellschaftkonzerte viennesi e scopritore della Sinfonia in si minore Incompiuta di Schubert, il quale, in una lettera, così si esprime nei confronti del Bruckner allievo: «Se io sapessi la decima parte di ciò che lui sa, mi stimerei felice. È lui che avrebbe dovuto esaminare noi». 

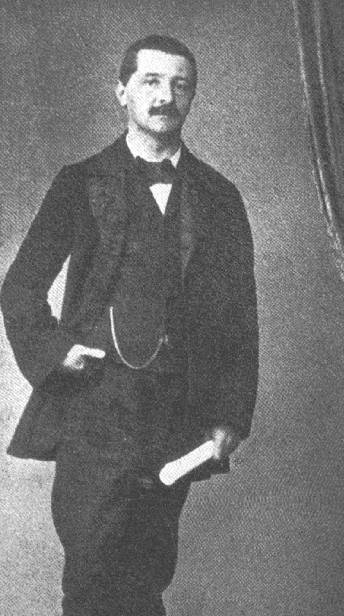
Anton Bruckner nel 1855

Raggiunto questo importante e definitivo traguardo, Bruckner capisce di doversi finalmente e totalmente dedicare alla composizione. Rifiuta quindi l'offerta dell'amico Weinwurm di sostituire Sechter come organista di corte nella capitale austriaca («Non è che attraverso la composizione che io posso esprimermi: così devo ancora studiare»). E difatti lo studio, tutt'altro che archiviato, si concretizza nei perfezionamenti seguiti con Otto Kitzler, direttore d'orchestra del Teatro di Linz, nonché convinto sostenitore della "nuova musica", rappresentata da Berlioz, Liszt e Wagner, quelli che non a caso saranno i tre numi della musica di Bruckner. Gli anni a cavallo del suo quarantesimo anno di età sono segnati da una moltitudine di viaggi e incontri di rilievo. Fondamentale quello con Richard Wagner avvenuto a Monaco il 10 giugno 1865, per la prima esecuzione di Tristano e Isotta.
Ma degni di altrettanta sottolineatura quelli con Liszt, con il quale condivideva la profonda fede cattolica, avvenuto a Budapest nell'agosto dello stesso anno, con Berlioz a Vienna, nel novembre 1866, in occasione de La Damnation de Faust diretta dall'autore. Giungiamo così ai tristi trascorsi del 1867, allorché, motivazioni legate alla sfera sentimentale e soprattutto sociale – la città di Linz lo apprezza come artista ma lo irride come uomo, scontroso e bizzarro, dai vestiti antiquati, "tagliati da un falegname" – nonché da una certa soggezione per un trasferimento viennese oramai incombente, contribuiscono al non inatteso tracollo nervoso, in seguito al quale sarà ricoverato per qualche tempo a Bad Kreuzen, con l'ordine tassativo di non leggere né scrivere. La nevrosi si manifesta in modo violento, la mente del compositore è crivellata da fobie e ossessioni d'ogni tipo: teme, ad esempio, che il Danubio si prosciughi, oppure è sovrastato da una mania calcolatrice che lo costringe a contare tutto ciò che lo circonda. Gli stessi medici di Bad Kreuzen definiscono la sua patologia quale «crisi paranoica, sovreccitazione estrema mista a un sentimento di totale abbandono». Questa, curata con docce, si placa col finire dell'estate, sicché il musicista viene dimesso e può tornare ad immergersi nel lavoro, unica occupazione capace di donargli salute fisica e psicologica.
Superata la crisi – che ad ogni modo tornerà a farsi sentire ad intermittenza, nell'arco della vita – grazie alla genuina insistenza di Herbeck, il 6 luglio 1868 Anton Bruckner è nominato professore d'armonia, contrappunto e organo al Conservatorio di Vienna, e il 2 agosto dello stesso anno organista di corte, nonostante la decisa opposizione di Hanslick, critico noto in tutta la capitale, favorevole alla corrente brahmsiana e deciso oppositore della musica di Wagner. Alla fine di settembre Bruckner si trasferisce dunque a Vienna con la sorella Nani, inaugurando il suo nuovo mestiere il primo ottobre e seguendo i corsi universitari di storia della musica fino a Beethoven, tenuti dallo stesso Hanslick.

### A Vienna
La vita viennese di Anton Bruckner trascorre circoscritta tra insegnamento e composizione, protetta dalla sfera degli amici più cari, la quale attutisce il profondo divario esistente tra il carattere timido, paesano del compositore, e la vivace mondanità caratteristica della capitale austriaca di quegli anni. La quotidiana regolarità è interrotta però nel 1869 e nel 1871, allorché, grazie a due viaggi, rispettivamente in Francia e Inghilterra, Bruckner ha la possibilità di innalzare la sua fama d'organista alla ribalta europea. Ma questi anni segnano anche una decisa accelerazione in ambito sinfonico: viene rivisitata la Sinfonia n. 0, ne viene abbozzata un'altra in si bemolle, ed infine avviata la Seconda in do minore, il cui finale verrà accennato proprio durante il soggiorno nella capitale inglese, nella quale era stato inviato in qualità di "massimo organista austriaco", per l'inaugurazione del grande organo della Royal Albert Hall. L'inizio del 1871, tuttavia, è anche legato ad un evento tragico: la morte della sorella Nani. L'afflitto musicista si decide quindi ad assumere una governante, Katherina Kachelmayer (Frau Kathi), sì che possa aiutarlo nelle faccende domestiche.
Al termine della tournée londinese, Bruckner fa rientro a Vienna, nella quale, tuttavia, si trova a dover gestire una spiacevole situazione. Accusato di libertinaggio, per essersi rivolto ad una sua allieva con la frase lieber Schatz (caro tesoro), viene sospeso dalle sue funzioni di ripetitore dalla severa scuola di Sant'Anna. È un colpo duro soprattutto dal punto di vista economico, come testimoniano alcune lettere rivolte all'amico Mayfeld. In Conservatorio poi, l'atmosfera è tutt'altro che distesa. La sua amicizia con Wagner comincia a sortire i primi effetti negativi, e ad alienargli le simpatie di molti illustri individui. Lo stesso segretario del Conservatorio, nonché docente d'acustica, Julius Zellner, oltre ad affermare che Bruckner non è un organista – probabilmente puntando il dito sulle più spiccate capacità di improvvisatore, rispetto a quelle d'esecutore – gli consiglia di gettare nel cestino le sue sinfonie e di dedicarsi a mansioni più umili per procurarsi denaro, come compiere riduzioni pianistiche. Frattanto, nel giugno del 1872, grazie all'interessamento di Herbeck, viene eseguita nella chiesa imperiale di Sant'Agostino la sua Terza Messa, che ottiene grande successo. Lo stesso Hanslick avrà modo di elogiarne il "magistrale contrappuntismo" e di paragonarla alla Missa solemnis di Beethoven.

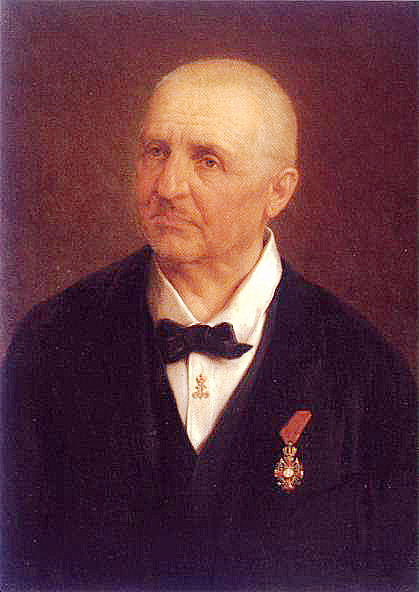
Anton Bruckner, 1893

L'anno successivo Bruckner si reca da Wagner, a Bayreuth, col manoscritto della Terza Sinfonia, da poco tempo ultimata. Il tedesco, dopo averla attentamente studiata, la definisce un capolavoro, ed accetta con entusiasmo la dedica offertagli. Tuttavia la sincera e profonda ammirazione coltivata da Bruckner nei riguardi dell'autore del Tristano, non fa che procurargli traversie e difficoltà. Così, proprio in corrispondenza dell'ultimazione della Sinfonia n. 4, detta Romantica, compare perentoriamente sulla scena, come suo diretto e deliberato avversario, la figura di Johannes Brahms, il quale, da poco stabilitosi a Vienna, seguiva la promettente fioritura sinfonica che aveva preso ad animare la mansueta figura del cinquantenne musicista di Ansfelden. Ciò nonostante Bruckner riceve in affidamento, nel luglio 1875, la cattedra universitaria (non retribuita) di armonia e contrappunto. Evento questo che sembra aver irritato non poco Hanslick, infastidito, tra l'altro, dal profondo e affettuoso sostegno che l'umile compositore riceve dai suoi allievi (tra i quali ricordiamo Gollerich, Stradal, Eckstein, i fratelli Schalk, Loewe, i due amici Mahler e Krzyzanowski, Klose, Oberleithner, Mottl e Hugo Wolf).
Tuttavia l'affetto dei suoi allievi non è sufficiente e Bruckner va incontro a mesi di profonda incertezza, dovuta essenzialmente a pesanti restrizioni finanziarie. A Vienna, frattanto, la "guerra" tra wagneriani e brahmsiani – che si protrarrà fino alla morte di Wagner – entra nel vivo; all'agosto del 1876 risale la prima esecuzione integrale dell'Anello del Nibelungo, alla quale Bruckner assisterà direttamente, su invito dello stesso Wagner. Nel 1877, dopo aver ricevuto gratuitamente un appartamento da parte del dottor Anton Olzelt-Newin, suo ammiratore, Bruckner deve fare i conti con la dolorosa scomparsa di Herbeck (10 giugno). Questi tuttavia, prima di morire, era riuscito ad imporre ai Filarmonici l'esecuzione della Terza Sinfonia.
I direttori però, essenzialmente a causa della dedica a Wagner, si rifiutano di eseguirla, così tocca allo stesso autore dirigerla, il 16 dicembre, con esiti mediocri, resi oltretutto disastrosi dal successo riportato dalla Seconda Sinfonia di Brahms pochi giorni dopo. Durante l'esecuzione della Terza Sinfonia, tra fischi e strepitii, gran parte del pubblico abbandona la sala. Solo una decina di persone rimangono ad ascoltarla fino alla fine. Tra queste Mahler e Krzyzanowski, che tentano invano di placare la disperazione del povero Bruckner, il quale più che mai avvilito confessa "questa gente non vuol saperne di me". Tra i fedeli a non aver abbandonato la sala c'è tuttavia l'editore musicale Theodor Ratting, che gli propone la pubblicazione dell'opera. Questa Terza sarà la sua prima sinfonia pubblicata. L'episodio agrodolce appena descritto rappresenta forse il culmine di quel dissidio tra le due fazioni musicali suddette. Un antagonismo che assume i toni di vera e propria incompatibilità e che finisce per scaricare sull'ingenua figura del maestro d'Ansfelden l'ingrato ruolo di capro espiatorio.

### Finale in crescendo
Negli anni a ridosso del 1870, mentre a Vienna cala su Bruckner l'ingiusta cappa del silenzio, questi avvia la creazione di un Quintetto per archi – commissionatogli da Hellmesberger – e della Sesta Sinfonia. Trova anche il tempo di innamorarsi di Marie Barth, una giovane modista con la quale intrattiene un rapporto epistolare che, tuttavia, si spegne nell'arco di un anno. Nel febbraio del 1881, il grande direttore Hans Richter decide di eseguire la Quarta Sinfonia: è il primo grande successo per Bruckner, elogiato dal critico Kremser come un nuovo Schubert. A questo evento è legato il simpatico episodio del tallero, regalato bonariamente dal compositore al direttore d'orchestra – con la frase "Prendete e bevete una birra alla mia salute" – il quale, commosso fino alle lacrime, lo incastona nella sua catena d'orologio. Al mese di maggio risale la celere creazione (in soli sette giorni) del Te Deum. Giungiamo così al 1882, il triste anno dell'addio a Wagner, raggiunto a Bayreuth nel luglio, alla prima assoluta del Parsifal, diretto da Hermann Levi. In questa occasione i due amici hanno l'opportunità di intrattenersi privatamente e nell'incontro – nel quale Wagner rivolgendosi a Richter e ad altri musici affermerà "io non conosco che un uomo che può avvicinarsi a Beethoven: egli è Bruckner" - l'organista di Ansfelden ha modo di intuire le precarie condizioni del suo Nume principe, il quale, in effetti, si spegnerà di lì a poco, nel febbraio del 1883 a Venezia. Proprio questo mesto epilogo suggerisce a Bruckner le commoventi cadenze dell'Adagio della Settima Sinfonia, che viene completata in agosto. Eppure, nonostante i suoi sessant'anni, la fama e il successo continuano ancora a voltargli le spalle. Merito di Hanslick e delle sue gesta velenose.

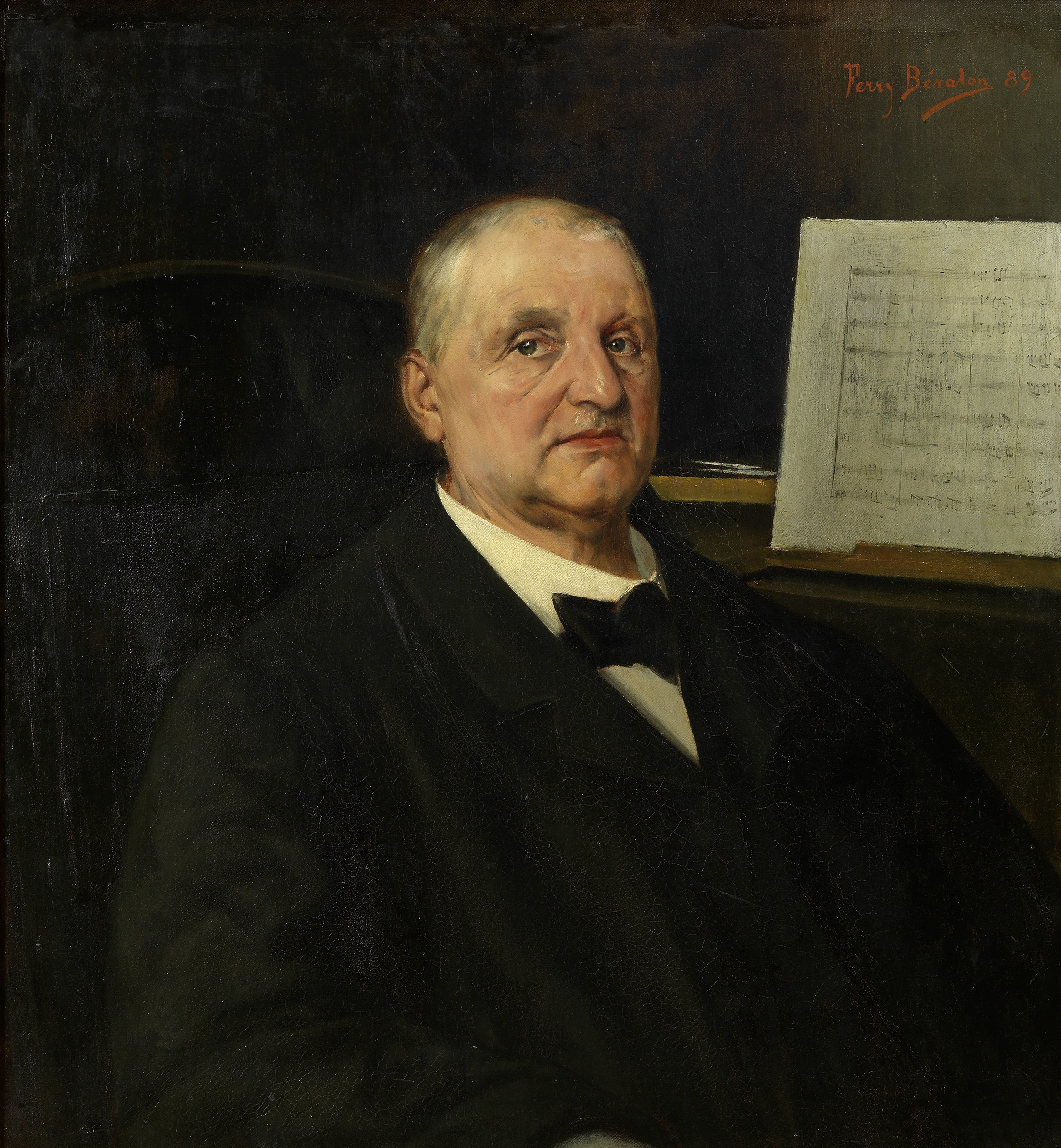
Anton Bruckner in un ritratto del 1889

Fortunatamente Hermann Levi sollecita il grande direttore Arthur Nikisch a programmare a Lipsia la Settima Sinfonia, eseguita il 30 dicembre con grande successo. La stampa germanica giudica Bruckner una forza della natura, accostandolo a Berlioz, a Liszt e a Wagner. Lo stesso Nikisch confida a Schalk, durante le prove dell'Adagio: "Da Beethoven in poi nulla di simile è stato scritto". È la Germania, dunque, a regalare a Bruckner i primi grandi successi in serie. La Settima è diretta da Levi a Monaco nel gennaio 1885, il Quintetto e la Terza (l'unica pubblicata) sono eseguiti in altri centri tedeschi. Finalmente anche Vienna prende in considerazione il musicista, in particolar modo dopo un articolo elogiativo pubblicato da Hugo Wolf, che inquadra il maestro di Ansfelden in una parabola che "oscilla per metà in Beethoven e per metà nelle moderne prospettive". L'eco di questo successo sembra finisca con l'irritare Brahms, il quale pare definisca Bruckner "uomo privo di senno che i preti di Sankt Florian hanno sulla coscienza". E non manca neppure un ulteriore appunto di Hanslick che dice "il cervello di Bruckner obnubilato dall'incenso".
Ciò nonostante, dal 1885 in poi, le esecuzioni di opere bruckneriane a Vienna prendono a intensificarsi, essendo riecheggiati i successi in Germania.
I commenti si sprecano, e, come è facile immaginare, variano dal negativo stereotipo diffuso nella corrente brahmsiana, al sincero ed entusiastico apprezzamento degli amici e dei sostenitori del compositore. Tra questi vi è anche il premio Nobel Paul Heyse, scrittore tedesco, che in occasione di un concerto bruckneriano a Monaco, ha la possibilità di esprimere al compositore tutta la sua ammirazione. Bruckner – che si era scrollato di dosso il peso della polemica sostenendo «io sono una natura infiammata di cattolico; Brahms un freddo temperamento di protestante. È un eccellente musicista, che sa il suo mestiere; ma non ha temi». – dal canto suo, si mantiene al di fuori di ogni diatriba. Avvia la composizione della monumentale Ottava Sinfonia, completata nel 1887, e si limita a seguire le sue Sinfonie che percorrono l'Europa (Richter dirige la Terza, Quarta e Settima in Germania e Inghilterra) e raggiungono il nuovo mondo (Theodor Thomas dirige nel 1886 la Settima a New York, Chicago e Boston). È di questo periodo l'attestato di stima ricevuto da Johann Strauss, che confessa "Il genio siete voi", al che l'autore della Settima Sinfonia risponde "Io darei delle sinfonie per un valzer di Johann Strauss".
L'ultimo decennio della vita di Bruckner è segnato da un lento declino fisico e da una fama crescente. Una gloria che dopo aver conquistato Europa e America, s'insedia anche a Vienna, patria finora ingrata. Nell'ottobre del 1889, taluni musicisti decidono una conciliazione tra Bruckner e Brahms, nel ristorante abituale di quest'ultimo "All'Istrice rosso". Dopo un preliminare imbarazzo, una divertente battuta di spirito («Ah, vedete, Herr Dokta, c'è almeno un punto su cui ci capiamo» – dice vedendo portare a Brahms un piatto di knödel, gnocchi tipici della cucina centroeuropea) favorisce la distensione del clima, sì che la serata trascorre serenamente. Ciò nondimeno il rapporto tra i due compositori non avrà mai punti di incontro, a causa delle loro tendenze artistiche troppo divergenti. Terminata l'Ottava Sinfonia e iniziata la Nona, tra il 1889 e il 1890, la cronaca degli ultimi sei anni di Bruckner va lentamente attenuandosi, sino a spegnersi. Ancora compone opere corali, come il Salmo 150 e la cantata Helgoland. Ancora viaggia per seguire le esecuzioni delle sue opere (il Te Deum diretto a Berlino da Ochs nel maggio del 1891, la Settima Sinfonia ancora a Berlino nel gennaio del 1894).
Trova persino il tempo di avviare brevi avventure sentimentali, con Karoline, un suo vecchio amore di Linz, o con la berlinese Ida Buhz, che vorrebbe sposarlo senza però convertirsi al cattolicesimo, o con Adele, figlia di un decoratore, che sarà la "dama velata" ai suoi funerali. Intanto, nell'autunno del Novanta, a causa dell'intensificarsi dei suoi malesseri fisici e nervosi, ottiene dall'imperatore, a cui ha dedicato l'Ottava Sinfonia, di divenire pensionato come organista di corte, e chiede un congedo di sei mesi per malattia al conservatorio, dal quale riceve una pensione dal gennaio del 1891. Frattanto si susseguono esecuzioni di rilievo: nel 1890 la Quarta Sinfonia è diretta a Monaco, la Terza a Vienna da Richter, che l'anno dopo presenta la Prima Sinfonia. Nonostante i perseveranti stereotipi di Hanslick, le accoglienze sono sempre trionfali. Tra le molteplici esecuzioni, Bruckner segue con interesse le ottime interpretazioni di Mahler, il quale dal 1891 al 1895 dirige numerosissime opere del maestro (la Prima Messa e la Terza Sinfonia ad Amburgo, altre Sinfonie a New York).
Il 7 novembre è nominato dall'Università di Vienna dottore honoris causa, diploma molto ambito in quanto dapprima toccato a Brahms. Il mese dopo è organizzato dai docenti un ricevimento in suo onore, al quale non è presente Hanslick. Nel 1892 si reca a Bayreuth, nel decennale della morte di Wagner. A Vienna le sue ultime gioie: Richter, ora che Brahms si è ritirato dalla composizione sinfonica, programma l'Ottava Sinfonia, mentre Joseph Eberle gli propone la pubblicazione delle sue opere inedite. Anton Bruckner trascorre i suoi ultimi tre anni di vita alternando periodi di lunga indisposizione, causati da eretismo nervoso e crisi di idropisia, ad altri di fitto lavoro, atto a vincere la corsa sulla morte sì da terminare la sua opera conclusiva e definitiva, la Nona Sinfonia. Il 10 novembre 1893 detta il suo testamento ed esprime la volontà di non ricevere più amici, neppure quelli maggiormente fidati. Per il settantesimo compleanno viene eletto membro onorario del Musikverein viennese. Poco prima aveva scritto al fratello Ignaz di voler essere sepolto sotto il grande organo di Sankt Florian.

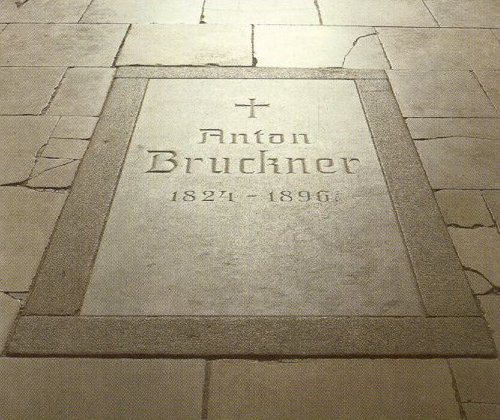
Lastra di marmo commemorativa nell'Abbazia di San Floriano

Nell'ottobre del 1894 riprende i corsi all'università, e in un incontro con i suoi studenti, rassegnati al peggio alla vista delle sue precarie condizioni di salute, confessa: «Miei cari amici, voi sapete che in questo mondo non ho che voi e la composizione». Il 13 novembre tiene la sua ultima lezione e il 30 successivo termina l'Adagio della Nona Sinfonia, iniziando il Finale. Che tuttavia non riuscirà a completare. Nel gennaio del 1896 si reca in carrozza ad una esecuzione del Te Deum, l'ultimo concerto a cui assiste. Ancora crisi che si ripetono fino all'estate. Nel mese di settembre riprende a comporre. Ha idea di scrivere un'opera alla Lohengrin, intitolata Astra (dal poema Die Toteninsel di Richard Voss), che sia la summa di tutta la poetica romantica, religiosa, mistica e totalmente pura. L'11 ottobre, tuttavia, mentre siede al pianoforte intento al Finale della Nona, viene colpito da un attacco cardiaco causato dal grave alcolismo che lo affligeva. Funerali solenni gli vengono tributati nella chiesa di San Carlo, il 14 ottobre; Loewe dirige l'Adagio della Settima Sinfonia. Le spoglie vengono poi trasferite a Sankt Florian.

## Cronologia delle opere di Anton Bruckner
1834 circa
- Pange lingua in do maggiore per coro misto a quattro voci

1836 circa
- 4 Preludi in mi bemolle maggiore per organo

1837
- Preludio in mi bemolle maggiore per organo

1842 circa
- Pange lingua in do maggiore per coro misto a quattro voci
- Messa in do maggiore per contralto, coro misto a quattro voci e due corni "Windhaager Mass" (perché dedicata alla cantante Maria Jobst, solista del coro della chiesa parrocchiale di Windhaag).

1843
- Tafellied in re bemolle maggiore per coro maschile (due tenori e due bassi).
- Tantum Ergo in re maggiore per coro misto a quattro voci, dedicato a Sankt Florian.
- An dem Feste
- Festlied

1843 circa
- Libera me Domine in fa maggiore per coro misto a quattro voci (per l'ufficio funebre, anche con accompagnamento organistico)

1844
- Litanei per coro misto e strumenti a fiato (perduto: citato dal Gollerich)
- Messa corale in fa maggiore per coro misto a quattro voci e organo ad libitum, per il Giovedì santo
- Salve Regina (o Salve Maria) per coro (perduto: ricordato da Bruckner nel 1885)

1845
- Asperges me (2 versioni)
- Cantata "Vergissmeinnicht"

1845 circa
- Herz-Jesu-Lied in si bemolle maggiore per coro misto a quattro voci e organo (opera dubbia)
- O du liebes Jesukind in fa maggiore per voce solista (contralto o tenore) e organo (opera dubbia)
- Das Lied vom deutsches Vaterland in re bemolle maggiore per coro maschile (due tenori e due bassi)
- Asperges me in modo eolio per coro misto a quattro voci e organo (per la domenica di Settuagesima)
- Asperges me in fa maggiore per coro misto a quattro voci e organo (per la quinta domenica di Quaresima o di Passione)
- Requiem per coro maschile e organo; scritto nel marzo 1845 per la morte dell'amico Johann Nepomuk Deschl (perduto)

1846
- Ständchen
- Tantum Ergo (5 versioni: in mi bemolle, do, si bemolle, la bemolle, re)
- Preludio per organo in re minore
- Festlied per coro maschile

1847
- Preludio e Fuga in do minore per organo
- Corale "Dir, Herr, Dir will ich mich ergeben" per coro misto
- Der Lehrerstand
- 2 Aequale per tre tromboni

1848
- Corale "In jener letzten der Nächte" in fa minore
- Sternschnuppen
- Tantum Ergo

1849
- Requiem in re minore

1850
- Lancier-Quadrille per pianoforte
- Steiermärker per pianoforte

1851
- Frühlingslied
- Motti (2)

1851 circa
- Das edle Herz (prima versione)
- Cantata "Entsagen"
- Postludio in re minore per organo

1852
- Totenlieder in fa e re maggiore
- Die Geburt
- Magnificat in si bemolle maggiore
- Cantata "Auf, Brüder, auf zur frohen Feier"
- Salmo 114
- Salmo 22

1852-1854
- Tre pezzi per pianoforte a quattro mani

1854 circa
- Tantum Ergo in si bemolle maggiore

1854
- Vor Arneths Grab
- Libera me, Domine in fa minore
- Missa solemnis in si bemolle minore
- Quadrille per pianoforte a quattro mani

1855
- Cantata "Auf, Brüder, auf, die saiten zur Hand"
- Cantata "St. Jodok spross aus edlem Stamm"
- Des Dankes Wort sei mir gegönnt

1856
- Klavierstück in mi bemolle maggiore per pianoforte
- Ave Maria in fa maggiore, per coro, violoncello e organo

1857
- Heil, Vater, Dir

1858
- Amaranths Waldeslieder

1860 circa
- Salmo 146

1861
- Der Abendhimmel (prima versione)
- Du bist wie eine Blume
- Das edle Herz (seconda versione)
- Volkslied
- Am Grabe
- Ave Maria II
- Fuga per organo in re minore
- Afferentur regi

1862
- Apollomarsch per banda militare
- Festkantate "Preiset den Herrn"
- Marcia in re
- Pezzi per orchestra in si bemolle maggiore, mi minore e fa maggiore
- Ouverture in sol minore
- Tempo di Sonata per pianoforte, in sol minore
- Quartetto per archi in do minore

1863
- Zigeuner-Waldlied
- Sinfonia in fa minore "Studiensymphonie", "Doppel Nullte" (n.00)
- Salmo 112
- Germanenzug per coro e ottoni
- Stille Betrachtung an einem Herbstabend

1864
- Herbstlied
- Messa n. 1 in re minore
- Sinfonia in re minore "Die Nullte", (n.0) prima versione

1865
- Trauungslied
- Marcia in mi bemolle maggiore

1866
- Adagio in la bemolle maggiore
- Der Abendhimmel (seconda versione)
- Abendklänge in mi minore per violino e pianoforte
- Messa n. 2 in mi minore, completata il 25 novembre
- Sinfonia n. 1 in do minore, versione di Linz completata il 14 aprile
- Vaterländisches Weinlied

1868
- Asperges me
- Erinnerung per pianoforte (1860?)
- Fantasie in mi bemolle maggiore per pianoforte
- Herbstkummer
- Im April
- Inno: In S. Angelum custodem
- Messa n. 3 in fa minore, completata il 9 settembre
- Mein Herz und deine Stimme
- Pange lingua
- Inveni David I

1869
- Sinfonia in re minore "Die Nullte", revisione completata il 12 settembre
- Sinfonia in si bemolle maggiore (frammento)
- Locus iste per coro

1870
- Um Mitternacht

1872
- Sinfonia n. 2 in do minore, versione originale, completata l'11 settembre

1873
- Sinfonia n. 2, revisioni minori
- Sinfonia n. 3 in re minore, prima versione, completata il 31 dicembre

1874
- Sinfonia n. 3, revisione
- Sinfonia n. 4 in mi bemolle maggiore, prima versione, completata il 22 novembre

1875
- Requiem in re minore (frammento)

1876
- Das hohe Lied
- Messa n. 1, prima revisione
- Messa n. 2, prima revisione
- Messa n. 3, prima revisione
- Sinfonia n. 5 in si bemolle maggiore, completata il 16 maggio

1877
- Messa n. 3, seconda revisione
- Nachruf
- Sinfonia n. 2, versione revisionata con Herbeck
- Sinfonia n. 3, seconda versione completata il 28 aprile
- Trösterin Musik

1878
- Abendzauber
- Tota pulchra es
- Zur Vermühlungsfeier
- Sinfonia n. 5, revisione completata il 4 gennaio

1879
- Christus factus est II
- Intermezzo' in re minore, per quintetto d'archi
- Os justi
- Inveni David II
- Quintetto per archi in fa maggiore

1880
- Sinfonia n. 4, seconda revisione completata il 5 giugno

1881
- Messa n. 3, terza revisione
- Sinfonia n.6 in la maggiore, completata il 3 settembre

1882
- Messa n. 1, seconda revisione
- Messa n. 2, seconda revisione
- Sängerbund
- Ave Maria III

1883
- Sinfonia n. 7 in mi maggiore WAB 107, completata il 5 settembre

1884
- Veni creator spiritus
- Te Deum in do maggiore
- Christus factus est
- Preludio in do maggiore per harmonium
- Salvum fac populum
- Messa in re minore "Kronstorfer"

1885
- Messa n. 2, terza revisione
- Ecce sacerdos magnus
- Virga Jesse floruit

1886
- Ave Regina coelorum
- Um Mitternacht (seconda versione)

1887
- Sinfonia n. 8 in do minore, prima versione completata il 10 agosto

1888
- Sinfonia n. 4, terza revisione
- Sinfonia n. 5, revisione
- Tantum ergo (5 versioni)

1889
- Sinfonia n. 3, versione revisionata completata il 4 marzo assieme a Schalk

1890
- Sinfonia n. 2, revisione
- Sinfonia n. 8, versione revisionata completata il 10 marzo assieme a Schalk
- Träumen und Wachen

1891
- Pange lingua, seconda versione
- Sinfonia n.3, versione revisionata (Vienna) completata il 18 aprile

1892
- Das deutsche Lied
- Salmo 150
- Requiem in re minore, revisione
- Sinfonia n. 8, ulteriori revisioni con Schalk
- Vexilla regis

1893
- Helgoland
- Messa n. 3, quarta revisione
- (Sinfonia n. 5 revisionata da Schalk)
- Tafellied

1894
- Sinfonia n. 9, dal primo al terzo movimento, completati il 30 novembre

1896
- Messa n. 2, quarta revisione